# Rhaphium reaveyi
Rhaphium reaveyi är en tvåvingeart som beskrevs av Grichanov 1995. Rhaphium reaveyi ingår i släktet Rhaphium och familjen styltflugor. Inga underarter finns listade i Catalogue of Life.